# آلون إن ذا دارك (لعبة فيديو 2008)
لعبة آلون إن ذا دارك (بالإنجليزية: Alone in the Dark)‏ ، هي لعبة إلكترونية من نوع الرعب، أنتجت سنة 2008م.

## وصلات خارجية
- آلون إن ذا دارك على موقع IMDb (الإنجليزية)
- Sitio web oficial
- Alone in the Dark 5 at GameSpot (PlayStation 3)
- Alone in the Dark 5 at GameSpot (Xbox 360)
- Alone in the Dark 5 at IGN (PlayStation 3)
- Alone in the Dark 5 at IGN (Xbox 360)
- Interview with Nour Polloni, Eden Games at Gamereactor
- Alone in the Dark Gameplay Trailer